# Verapamil
{{ Infoboks Lægemiddel
| Navn               = Verapamil
| BilledFil          = (%C2%B1)-Verapamil_Structural_Formula_V.1.svg
 
| IUPACNavn        = (RS)-2-(3,4-dimethoxyphenyl)-5-{[2-(3,4-dimethoxyphenyl)ethyl]-
(methyl)amin}-2-prop-2-ylpentannitril
| HandelsNavne     = Hexasoptin® Retard, Isoptin® Retard, Veraloc®
| Udlever          = B
 
| ATCKodePræfiks   = C08
| ATCKodeSuffiks   = DA01
| DrugBank         = DB00661
| PubChem          = 2520
| CASNr            = 52-53-9
| InChI            = InChI=1S/C27H38N2O4/c1-20(2)27(19-28,22-10-12-24(31-5)26(18-22)33-7)14-8-15-29(3)16-13-21-9-11-23(30-4)25(17-21)32-6/h9-12,17-18,20H,8,13-16H2,1-7H3
| InChIKey         = SGTNSNPWRIOYBX-UHFFFAOYSA-N
| SMILES           = N#CC(c1cc(OC)c(OC)cc1)(CCCN(CCc2ccc(OC)c(OC)c2)C)C(C)C
  
|C=27 |H=38 |N=2 |O=4
| Molarmasse       = 454,60
 
| AdminVej        = p.o., i.v.
| Biotilgæng      = 10-40%
| Metabolisme     = Lever
| Halvtid         = 3-12 timer
| Udskil          = Urin (11%)
}}
Verapamil er en calciumantagonist af phenylalkylamin typen. Verapamil anvendes til behandling af bl.a. hypertension, angina pectoris og arytmi. En nyere anvendelse af verapamil er til behandling af Hortons hovedpine.
Verapamil virker ved at hæmme calciumkanaler i hjerte og blodkar. I hjertet medfører dette en nedsat overførsel af den elektriske impuls og dermed en lavere hjertefrekvens. I blodkar medfører dette en udvidelse af karrene med et fald i blodtryk til følge.

## Bivirkninger
Hyppige bivirkninger ved behandling med verapamil omfatter bl.a. træthed, kvalme, hypotension, bradykardi, perifære ødemer, hovedpine, svimmelhed, samt hududslæt og kløe.